# Химки (футбольный клуб)
«Хи́мки» — российский футбольный клуб из одноимённого города, существовавший с 1997 по 2025 год. Участник семи сезонов чемпионата России (2007—2009, 2020/21—2022/23, 2024/25). Двукратный финалист Кубка России (2004/05 и 2019/20). Двукратный победитель Первой лиги по футболу (2006 и 2023/24).

## История
Футбольная команда «Химки» была образована в 1996 году на базе двух городских коллективов «Новатор» и «Родина», выступавших в городских и областных соревнованиях, и в том же году приняла участие в Первенстве России среди КФК. Сезон получился успешным, команда сначала выиграла турнир в своей зоне («Центр (Подмосковье А)»), а затем и финальный турнир в Ульяновске, таким образом, добившись права перейти на уровень профессионалов. Где уже предъявлялись требования по наличию соответствующей структуры, и 30 января 1997 года было создано Некоммерческое муниципальное учреждение «Футбольный клуб „Химки“», тем самым, клуб получил право играть в Третьей лиге.
Первым президентом клуба, получившим официальный патронаж городской администрации, стал его создатель, глава Химкинского района Юрий Кораблин. Первым тренером клуба стал Владимир Штапов. В турнире Третьей лиги 1997 года «Химки» заняли 2-е место в 3-й зоне, объединявшей клубы Москвы и Подмосковья, и вышли во Второй дивизион, где команда выступала на протяжении следующих трёх лет. В 2000 году тренером стал Виктор Папаев, известный в прошлом полузащитник «Спартака». Ему удалось вывести команду в Первый дивизион; хотя сначала «Химки» уступили это право «Северстали» в стыковых матчах (0:1, 3:2) за счёт гостевых мячей, однако «Северсталь» играть в Первом дивизионе отказалась.
Во время пребывания в Первом дивизионе команду постоянно лихорадило, менялись тренеры, руководство клуба. В 2004 году президентом клуба стал Владимир Стрельченко, который серьёзно взялся за дело, тренировать команду пришёл Павел Яковенко, в составе стали появляться именитые футболисты, такие как Георгий Ломая, Александр Данишевский, Виталий Гришин, Павел Погребняк, Андрей Тихонов, Владимир Бесчастных, Роман Березовский, Юрий Дроздов. В сезоне 2005 года клуб вышел в финал Кубка России, где в упорной борьбе уступил ЦСКА.
В конце сезона 2005 года за два тура до финиша первенства, когда стало ясно, что с задачей выхода в высшую лигу справиться не удалось, был отзаявлен вице-президент клуба Андрей Червиченко, который являлся соинвестором клуба. После окончания первенства вместе с ним ушла большая группа футболистов, а также и главный тренер Павел Яковенко. В сезоне 2006 года клуб практически полностью обновил состав, главным тренером был назначен Владимир Казачёнок.
В сезоне 2006 года клуб стал победителем чемпионата России в Первом дивизионе, обыграв в последнем туре краснодарскую «Кубань», и вышел в Премьер-лигу.
5 сентября 2007 года руководством клуба была принята отставка Казачёнка. Перед матчем 13-го тура с «Зенитом» Казачёнок был госпитализирован с диагнозом «гипертонический криз», но спустя время после амбулаторного лечения он всё-таки вернулся к работе. Через некоторое время он опять почувствовал ухудшение своего состояния, и врачи рекомендовали ему обратить внимание на своё здоровье. Исходя из этого, тренер принял решение оставить пост главного тренера команды.
8 сентября 2007 года был подписан контракт сроком на 2,5 года с сербским тренером Славолюбом Муслином, ранее работавшим с московским «Локомотивом».
11 ноября 2007 года ФК «Химки» в последнем туре чемпионата принимали на своём поле «Крылья Советов» и выиграли у них со счётом 4:1, тем самым обеспечив себе 9-е место в чемпионате России.
В апреле 2008 года за неудовлетворительные результаты в чемпионате России Муслин был уволен. На его место в мае был назначен Сергей Юран. 16 ноября, победив на выезде «Спартак-Нальчик» со счётом 1:2, «Химки» вышли из зоны вылета, где до того находились весь сезон, заняв 14-е место в турнирной таблице и обеспечив себе прописку в Премьер-Лиге на 2009 год.

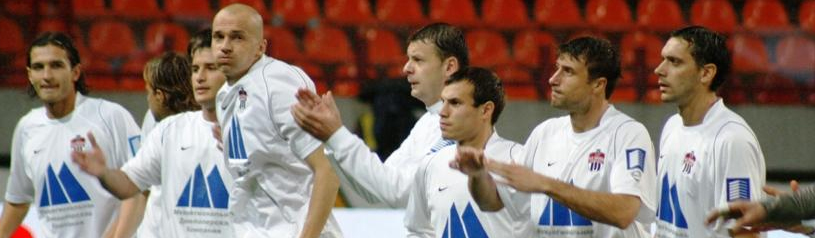
Команда в 2008 году

В начале декабря 2008 года властями Московской области было сообщено о принятии решения об объединении ФК «Химки» и ФК «Сатурн» Раменское в связи с тяжёлым финансовым положением в регионе, которое вызвано экономическим кризисом, при этом из-за разной правовой формы клубов произошла бы ликвидация одного из них (ликвидации бы подвергся ФК «Химки»).
Однако через несколько дней стали поступать сообщения о продолжении выступлений ФК «Химки» в низшем дивизионе или в премьер-лиге. 11 декабря Правительство Московской области, являющееся основным спонсором клуба, всё-таки нашло сумму в размере 300 млн рублей, необходимую для выступления клуба в премьер-лиге.
15 декабря 2008 года была утверждена кандидатура нового главного тренера команды, им стал Константин Сарсания. Срок соглашения рассчитан на 2 года. 19 сентября 2009 года он был уволен с поста главного тренера ФК «Химки» с формулировкой «из-за неудовлетворительных показателей команды».
В сезоне 2009 «Химки» смогли одержать первую победу лишь в 13-м туре, обыграв на своём поле ФК «Сатурн» Раменское со счётом 1:0. Вторая и последняя победа была одержана спустя два тура, где со счётом 2:0 «Химки» обыграли «Амкар». После крупного поражения от московского «Спартака» 24 октября «Химки» потеряли шансы на спасение от вылета из премьер-лиги, причём сама команда проиграла все 15 матчей второго круга чемпионата.
Следующий сезон команда провела в ФНЛ, где смогла занять лишь 13-е место. В сезоне 2011/12 команда повторила этот же результат. Третий сезон пребывания в ФНЛ стал для команды последним — она вылетела во второй дивизион, заняв 16-е место. В сезоне 2013/14 года перед командой была поставлена задача возвращения в ФНЛ, однако из-за незапланированных потерь очков красно-чёрные заняли лишь третье, не дающее права на повышение в классе, место в зоне «Запад» второго дивизиона, пропустив вперёд «Тосно» из Ленинградской области и ивановский «Текстильщик». Аналогичная ситуация произошла и в сезоне 2014/15 — на этот раз в ФНЛ вышли фарм-клубы команд из РПЛ — «Спартак-2» и «Зенит-2», а третье место занял клуб «Строгино». В сезоне 2015/16 «Химки» за несколько туров до конца первенства обеспечили себе первое место в зоне «Запад», а вместе с ним и выход в ФНЛ. Клуб поставил перед собой цель — выход в РФПЛ за один сезон. Выйдя в ФНЛ, клуб за высокие места не боролся (11-е место в сезоне 2016/17, 13-е — 2017/18), продолжал регулярно менять тренеров — 10 апреля 2019 года заступивший на пост главного тренера Андрей Талалаев стал уже шестым за этот период. Генеральный директор клуба Василий Иванов в марте 2019 года заявил, что в сезоне-2019/2020 будет поставлена задача выйти в Премьер-лигу, однако в начале 2020 года стало известно о смене вектора развития клуба (ставка будет сделана на воспитанников футбольных школ Московской области), и Талалаев покинул клуб. Главным тренером стал Сергей Юран, ранее уже возглавлявший команду. Юран возглавив «Химки» помог команде выйти в Тинькофф РПЛ по итогам сезона Олимп-ФНЛ, а также дойти до финала Кубка России, где уступил «Зениту» с минимальным счётом (0:1). 31 июля 2020 г. покинул «Химки».
1 августа 2020 года команду возглавил Дмитрий Гунько, работавший долгое время в системе московского «Спартака». После восьми матчей чемпионата подмосковная команда под руководством Гунько набрала лишь три очка, не одержав ни одной победы. 21 сентября 2020 г. контракт Гунько был расторгнут по соглашению сторон. 25 сентября главным тренером был назначен Игорь Черевченко. Новым генеральным директором Сергей Анохин, заменивший на этой должности Александра Зайцева. Под руководством Черевченко «Химки» покинули последнее место турнирной таблицы и завершили 2020 год на 11-й позиции. По итогам сезона 2020/21 клуб заняли рекордное в истории 8-е место в премьер-лиге.
В декабре 2021 года гендиректором стал Владимир Габулов.
10 октября 2022 года об уходе из наблюдательного совета «Химок» сообщил бывший министр спорта Московской области и депутат Госдумы от «Единой России» Роман Терюшков, объяснивший свой шаг серыми схемами в команде. Появился в команде в феврале 2020-го как министр спорта Подмосковья, в июле 2021-го его начали представлять как куратора «Химок», а в ноябре — как члена наблюдательного совета клуба (до его прихода должности не существовало). На своём посту функционер отметился эпатажными и скандальными высказываниями и управленческими шагами, к его уходу клуб имел долги на 300 млн рублей.
В сезоне 2022/23 «Химки» вылетели в Первую лигу, заняв 15 строчку в чемпионате.
Спустя сезон клуб вернулся в РПЛ с первого места в Первой лиге. Клуб приобрёл одних из лучших футболистов в РПЛ (такие как Антон Заболотный, Георгий Джикия и Зелимхан Бакаев), приобрёл Дани Фернандеса, который является воспитанником Реал Мадрида, а также нанял Франка Артигу на пост главного тренера команды.
В декабре 2024 года гендиректором стал Дмитрий Брехов.
В апреле 2025 года объявили об отставке своего главного тренера Франка Артиги. СМИ называли одной из причин этого решения то, что испанец публично поддержал игроков команды в требовании выплатить многомесячные долги по зарплате. После новости об отставке тренера футболисты отказались проводить тренировку и готовиться к предстоящему важнейшему матчу Премьер-лиги против «Зенита». В результате руководство Российской премьер-лиги объявило о решении ввести в «Химках» внешнее управление, а также согласовать выплату части денег игрокам. 28 мая 2025 года апелляционный комитет РФС не удовлетворил апелляцию «Химок» на решение комиссии РФС по лицензированию, отказав клубу в выдаче лицензии для участия в РПЛ на сезон 2025/26. 5 июня 2025 года «Химки» уведомили арбитражный суд о намерении подать заявление о признании клуба банкротом. 18 июня 2025 года клуб объявил о прекращении своего существования.

## Общественная позиция
Клуб активно поддержал российское вторжение на Украину и аннексию оккупированных территорий Украины, так 1 октября 2022 года в матче с ЦСКА на пустой трибуне клуб вывесил баннер с символикой войны, а команда начала играть с георгиевской лентой и флагом России на форме. Болельщики команды открестились от инициативы, посчитав её попыткой новых или не очень новых людей выслужиться на волне #урапотреотизма. Полученные от матча 15 октября с «Факелом» средства руководство клуба решило направить на поддержку российских вооружённых сил.

## Спонсоры
22 августа 2020 года спонсором команды стала девелоперская компания ПИК. Согласно РБК, сумма годового контракта составляли 140 миллионов рублей, при удачном выступлении сумма составит 170 миллионов рублей.

## Визитная карточка

### Клубные цвета
| Красный | Чёрный |

### Форма

#### Домашняя
| 2018/19 | 2021/22 | 2022/23 | 2024/25 |

#### Гостевая
| 2018/19 | 2021/22 | 2022/23 | 2024/25 |

#### Резервная
| 2021/22 | 2023/24 | 2024/25 |

Источники:,

### Эмблема клуба

История эмблемы клуба
1997—2004
2004—2006
2006—2025

## Достижения
Первая лига
- Победитель (2): 2006, 2023/24
- Серебряный призёр: 2019/20

ПФЛ (зона «Запад»)
- Победитель: 2015/16
- Бронзовый призёр: 2013/14

Кубок России
- Финалист (2): 2004/05, 2019/20

Кубок ФНЛ
- Обладатель: 2020

## Результаты выступлений

### Чемпионат и Кубок России
| Сезон   | Дивизион          | Дивизион                | Место          | И  | В  | Н  | П  | Голы  | О  | Кубок                      | Кубок                      | Кубок                      | Гл. тренер                                 | Бомбардир                             |
| ------- | ----------------- | ----------------------- | -------------- | -- | -- | -- | -- | ----- | -- | -------------------------- | -------------------------- | -------------------------- | ------------------------------------------ | ------------------------------------- |
| 1996    | КФК               | «Центр (Подмосковье А)» | 1              | 22 | 18 | 3  | 1  | 90-6  | 57 | —                          | —                          | —                          | Штапов                                     |                                       |
| 1997    | Третья лига       | зона 3                  | 2              | 40 | 26 | 6  | 8  | 80-38 | 84 | —                          | —                          | —                          | Штапов                                     | Кравчук — 17                          |
| 1998    | Второй дивизион   | зона «Запад»            | 10             | 40 | 15 | 8  | 17 | 63-60 | 53 | 1/128                      | 1/128                      | 1/128                      | Дементьев Бычков Сабитов                   | Георгиевский — 11                     |
| 1999    | Второй дивизион   | зона «Центр»            | 6              | 36 | 17 | 11 | 8  | 51-35 | 62 | 1/32                       | 1/32                       | 1/32                       | Сабитов Котс                               | Хамзин — 11                           |
| 2000    | Второй дивизион   | зона «Центр»            | 1              | 38 | 28 | 4  | 6  | 68-22 | 88 | 1/16                       | 1/16                       | 1/16                       | Пискарёв Папаев                            | Генич — 18                            |
| 2000    | Второй дивизион   | стыковые матчи          | стыковые матчи | 2  | 1  | 0  | 1  | 3-3   | 3  | 1/16                       | 1/16                       | 1/16                       | Пискарёв Папаев                            | Генич — 18                            |
| 2001    | Первый дивизион   | Первый дивизион         | 12             | 34 | 13 | 4  | 7  | 42-54 | 43 | 1/16                       | 1/16                       | 1/16                       | Петрушин Сабитов                           | Воронков — 5 Ковардаев — 5 Щеглов — 5 |
| 2002    | Первый дивизион   | Первый дивизион         | 7              | 34 | 14 | 10 | 10 | 38-27 | 25 |                            |                            |                            | Сабитов Деркач                             | Ковардаев — 6                         |
| 2003    | Первый дивизион   | Первый дивизион         | 12             | 42 | 16 | 9  | 17 | 36-46 | 57 | 1/4                        |                            |                            | Деркач Галямин                             | Киселёв — 15                          |
| 2004    | Первый дивизион   | Первый дивизион         | 5              | 42 | 17 | 10 | 15 | 39-33 | 61 |                            | 1/16                       |                            | Шевчук Яковенко                            | Погребняк — 6                         |
| 2005    | Первый дивизион   | Первый дивизион         | 4              | 42 | 23 | 13 | 6  | 75-36 | 82 | Финал                      | Финал                      | 1/32                       | Яковенко                                   | Тихонов — 15                          |
| 2006    | Первый дивизион   | Первый дивизион         | 1              | 42 | 30 | 9  | 3  | 83-30 | 99 | 1/16                       | 1/16                       | 1/16                       | Казачёнок                                  | Тихонов — 22                          |
| 2007    | Премьер-лига      | Премьер-лига            | 9              | 30 | 9  | 10 | 11 | 32-33 | 37 | 1/8                        | 1/8                        | 1/8                        | Казачёнок Муслин                           | Широков — 7                           |
| 2008    | Премьер-лига      | Премьер-лига            | 14             | 30 | 6  | 9  | 15 | 34-54 | 30 | 1/16                       | 1/16                       | 1/16                       | Муслин Ющенко Юран                         | Низамутдинов — 9                      |
| 2009    | Премьер-лига      | Премьер-лига            | 16             | 30 | 2  | 4  | 24 | 20-64 | 10 | 1/16                       | 1/16                       | 1/16                       | Сарсания Чугайнов                          | Антипенко — 6                         |
| 2010    | ФНЛ               | ФНЛ                     | 13             | 38 | 11 | 17 | 10 | 39-38 | 50 | 1/32                       | 1/32                       | 1/32                       | Тарханов Бушманов                          | Юсупов — 7 Дудченко — 7               |
| 2011/12 | ФНЛ               | ФНЛ                     | 11             | 38 | 13 | 9  | 16 | 47-61 | 48 | 1/16                       | 1/16                       | 1/16                       | Григорян Долматов Тарханов                 | Мамтов — 11                           |
| 2012/13 | ФНЛ               | ФНЛ                     | 16             | 32 | 6  | 10 | 16 | 23-40 | 28 | 1/8                        | 1/8                        | 1/8                        | Тарханов Тетрадзе Петраков                 | Комков — 3 Хатажёнков — 3             |
| 2013/14 | ПФЛ, зона «Запад» | ПФЛ, зона «Запад»       | 3              | 32 | 16 | 10 | 6  | 67-37 | 58 | 1/32                       | 1/32                       | 1/32                       | Тарханов Муханов Гридин                    | Антонников — 9 Земченков — 9          |
| 2014/15 | ПФЛ, зона «Запад» | ПФЛ, зона «Запад»       | 4              | 30 | 15 | 9  | 6  | 42-27 | 54 | 1/128                      | 1/128                      | 1/128                      | Маминов                                    | Липаткин — 6                          |
| 2015/16 | ПФЛ, зона «Запад» | ПФЛ, зона «Запад»       | 1              | 28 | 21 | 6  | 1  | 53-14 | 69 | 1/8                        | 1/8                        | 1/8                        | Хафизов                                    | Маркосов — 11                         |
| 2016/17 | ФНЛ               | ФНЛ                     | 11             | 38 | 11 | 16 | 11 | 40-47 | 47 | 1/16                       | 1/16                       | 1/16                       | Ирхин                                      | Казаев — 8                            |
| 2017/18 | ФНЛ               | ФНЛ                     | 13             | 38 | 12 | 7  | 19 | 33-49 | 43 | 1/32                       | 1/32                       | 1/32                       | Стогов Ирхин Красножан                     | Кузьмичёв — 7                         |
| 2018/19 | ФНЛ               | ФНЛ                     | 9              | 38 | 14 | 11 | 13 | 47-49 | 53 | 1/16                       | 1/16                       | 1/16                       | Шалимов Талалаев                           | Петрусёв — 9                          |
| 2019/20 | ФНЛ               | ФНЛ                     | 2              | 27 | 16 | 6  | 5  | 50-19 | 54 | Финал                      | Финал                      | Финал                      | Талалаев Юран                              | Алиев — 8                             |
| 2020/21 | Премьер-лига      | Премьер-лига            | 8              | 30 | 13 | 6  | 11 | 35-39 | 45 | 1/8                        | 1/8                        | 1/8                        | Гунько Черевченко                          | Мирзов — 6                            |
| 2021/22 | Премьер-лига      | Премьер-лига            | 13             | 30 | 7  | 11 | 12 | 34-47 | 32 | груп.                      | груп.                      | груп.                      | Черевченко Ющенко Черевченко Юран          | Глушаков — 10                         |
| 2022/23 | Премьер-лига      | Премьер-лига            | 15             | 30 | 4  | 6  | 20 | 25-67 | 18 | груп.                      | груп.                      | груп.                      | Юран Писарев Гогниев Билялетдинов Талалаев | Магомедов — 5                         |
| 2023/24 | Первая лига       | Первая лига             | 1              | 34 | 20 | 6  | 8  | 56-39 | 66 | груп.                      | груп.                      | груп.                      | Талалаев                                   | Руденко — 13                          |
| 2024/25 | Премьер-лига      | Премьер-лига            | 12             | 34 | 6  | 11 | 3  | 35-56 | 29 | Первый раунд Пути регионов | Первый раунд Пути регионов | Первый раунд Пути регионов | Артига Адиев                               | Руденко — 6 Заболотный — 6            |

## Список главных тренеров
| Главный тренер      | Время работы                                  | И  | В  | Н  | П  | Голы   | О   |
| ------------------- | --------------------------------------------- | -- | -- | -- | -- | ------ | --- |
| Владимир Штапов     | 1996—1997                                     | 72 | 51 | 11 | 10 | 188-50 | 113 |
| Андрей Дементьев    | 1998 — 07.1998                                | 22 | 11 | 5  | 6  | 42-31  | 27  |
| Игорь Бычков        | 08.1998 — 07.09.1998                          | 8  | 3  | 2  | 3  | 13-11  | 8   |
| Равиль Сабитов      | 08.09.1998 — 31.10.1999                       | 52 | 21 | 13 | 18 | 70-62  | 55  |
| Александр Пискарёв  | 01.11.1999 — 22.05.2000                       | 8  | 6  | —  | 2  | 11-2   | 12  |
| Виктор Папаев       | 23.05.2000 — 04.11.2000                       | 37 | 27 | 4  | 6  | 69-28  | 58  |
| Алексей Петрушин    | 14.12.2000 — 21.08.2001                       | 23 | 6  | 4  | 13 | 24-38  | 16  |
| Равиль Сабитов      | 22.08.2001 — 07.07.2002 (в 2001 году — и. о.) | 31 | 16 | 7  | 8  | 38-30  | 39  |
| Сергей Деркач       | 08.07.2002 — 28.06.2003                       | 39 | 12 | 11 | 16 | 39-41  | 35  |
| Дмитрий Галямин     | 29.06.2003 — 14.11.2003                       | 25 | 13 | 2  | 10 | 24-27  | 28  |
| Василий Кульков     | 15.12.2003 — 09.02.2004                       | —  | —  | —  | —  | —      | —   |
| Владимир Шевчук     | 10.02.2004 — 08.09.2004                       | 34 | 16 | 7  | 11 | 32-26  | 39  |
| Илья Цымбаларь      | 09.09.2004 — 16.09.2004 (и. о.)               | 1  | —  | 1  | —  | 0-0    | 1   |
| Павел Яковенко      | 17.09.2004 — 17.11.2005                       | 61 | 30 | 18 | 13 | 98-52  | 78  |
| Владимир Казачёнок  | 07.12.2005 — 06.09.2007                       | 70 | 38 | 19 | 13 | 110-60 | 95  |
| Славолюб Муслин     | 07.09.2007 — 15.04.2008                       | 12 | 4  | 2  | 6  | 16-24  | 10  |
| Игорь Ющенко        | 16.04.2008 — 25.05.2008 (и. о.)               | 6  | 1  | 2  | 3  | 10-12  | 4   |
| Сергей Юран         | 26.05.2008 — 30.11.2008                       | 20 | 5  | 5  | 10 | 21-31  | 15  |
| Константин Сарсания | 15.12.2008 — 19.09.2009                       | 23 | 2  | 4  | 17 | 17-47  | 8   |
| Игорь Чугайнов      | 21.09.2009 — 21.12.2009 (и. о.)               | 8  | —  | —  | 8  | 4-19   | —   |
| Александр Тарханов  | 22.12.2009 — 27.07.2010                       | 20 | 7  | 8  | 5  | 21-16  | 22  |
| Евгений Бушманов    | 28.07.2010 — 30.11.2010                       | 19 | 4  | 10 | 5  | 19-23  | 18  |
| Александр Григорян  | 16.12.2010 — 04.07.2011                       | 19 | 5  | 6  | 8  | 21-31  | 16  |
| Олег Долматов       | 05.07.2011 — 16.04.2012                       | 24 | 8  | 4  | 12 | 30-40  | 20  |
| Александр Тарханов  | 17.04.2012 — 02.08.2012                       | 10 | 3  | 2  | 5  | 6-12   | 8   |
| Омари Тетрадзе      | 03.08.2012 — 24.10.2012                       | 14 | 3  | 3  | 8  | 13-19  | 9   |
| Валерий Петраков    | 25.10.2012 — 16.06.2013                       | 17 | 5  | 6  | 6  | 13-18  | 16  |
| Геннадий Гридин     | 17.06.2013 — 30.08.2013                       | 11 | 4  | 5  | 2  | 14-12  | 13  |
| Александр Тарханов  | 31.08.2013 — 25.11.2013                       | 14 | 8  | 4  | 2  | 34-17  | 20  |
| Владимир Муханов    | 10.12.2013 — 18.06.2014                       | 10 | 6  | 1  | 3  | 23-11  | 13  |
| Владимир Маминов    | 19.06.2014 — 15.06.2015                       | 31 | 15 | 9  | 7  | 43-29  | 54  |
| Вадим Хафизов       | 17.06.2015 — 17.06.2016                       | 34 | 26 | 6  | 2  | 66-18  | 84  |
| Александр Ирхин     | 22.06.2016 — 06.06.2017                       | 40 | 12 | 16 | 12 | 41-50  | 52  |
| Олег Стогов         | 07.06.2016 — 07.09.2017                       | 12 | 3  | 2  | 7  | 10-14  | 11  |
| Александр Ирхин     | 08.09.2017 — 08.02.2018                       | 13 | 5  | 4  | 4  | 14-18  | 19  |
| Юрий Красножан      | 09.02.2018 — 01.06.2018                       | 13 | 4  | 1  | 8  | 9-17   | 13  |
| Игорь Шалимов       | 05.06.2018 — 09.04.2019                       | 32 | 10 | 9  | 13 | 38-48  | 3   |
| Андрей Талалаев     | 10.04.2019 — 23.01.2020                       | 35 | 23 | 6  | 6  | 66-24  | 75  |
| Сергей Юран         | 27.01.2020 — 01.08.2020                       | 5  | 3  | 1  | 1  | 13-5   | 10  |
| Дмитрий Гунько      | 01.08.2020 — 21.09.2020                       | 8  | 0  | 3  | 5  | 7-18   | 3   |
| Игорь Черевченко    | 25.09.2020 — 25.10.2021                       | 35 | 15 | 8  | 12 | 40-44  | 53  |
| Игорь Ющенко        | 26.10.2021 — 18.11.2021 (и. о.)               | 2  | 0  | 1  | 1  | 1-4    | 1   |
| Игорь Черевченко    | 19.11.2021 — 22.02.2022                       | 4  | 0  | 2  | 2  | 5-9    | 2   |
| Сергей Юран         | 23.02.2022 — 09.08.2022                       | 18 | 8  | 4  | 6  | 28-20  | 28  |
| Николай Писарев     | 10.08.2022 — 02.09.2022                       | 4  | 0  | 0  | 4  | 2-12   | 0   |
| Спартак Гогниев     | 02.09.2022 — 03.04.2023                       | 19 | 1  | 5  | 13 | 13-46  | 8   |
| Ринат Билялетдинов  | 03.04.2023 — 10.04.2023 (и. о.)               | 1  | 0  | 0  | 1  | 0-3    | 0   |
| Андрей Талалаев     | 11.04.2023 — 20.06.2024                       | 47 | 25 | 8  | 14 | 77-63  | 83  |
| Франк Артига        | 28.06.2024 — 15.04.2025                       | 31 | 7  | 8  | 16 | 45-72  | 29  |
| Магомед Адиев       | 16.04.2025 — 31.05.2025 (и. о.)               | 6  | 1  | 3  | 2  | 7-12   | 6   |

## Молодёжные команды
Молодёжная команда клуба «Химки-М» с сезона-2018/19 выступала в Первенстве ПФЛ / ФНЛ-2 / Второй лиге (с 2023 года — в дивизионе «Б»). Ранее играла в первенстве России среди КФК / ЛФК / III дивизионе (в зонах «Москва» и «Московская область»). В 2025 году сменила название на «Химки-2». 30 мая 2025 года, после окончательного лишения лицензии первой команды, было принято решение расформировать «Химки-2». В тот же день клуб был исключён из списка участников дивизиона «Б» Второй лиги 2025 года.
В сезонах 2007—2009, 2020/21—2022/23 в молодёжной лиге (молодёжном первенстве) также играла команда клуба (в сезоне 2021/22 — команда U-19).
На сезон 2022 года в первенство Москвы — Дивизион «Б» заявилась любительская команда «Химки-М», представлявшая СШОР «Химки». В сезоне 2024 года в чемпионате Московской области в рамках Третьей лиги России выступала команда «Химки-2». В чемпионате 2025 года играет команда СШОР «Химки-М».